# 山内秀一
山内 秀一（やまうち しゅういち、1987年4月11日 - ）は、日本の男性俳優、MC、音楽ライター、メディアプロデューサーである。東京都出身。血液型O型。身長172cm、体重63kg、足のサイズ27.0cm｡

## 来歴
1996年に小学校の授業参観に来ていた同級生の親の知人のスカウトマンにハンティングされ、子供服のファッションモデルとしてデビュー。1998年『星獣戦隊ギンガマン』で子役活動を開始。NHK教育テレビのテレビドラマ『虹色定期便』で1年間主役を務めた後、日本初のワーナーブラザース配給映画『さくや妖怪伝』に準主演として出演した。
中学生時にNHK朝の連続テレビ小説『ちゅらさん』で大ブレイク。国民の弟に。単発ドラマ『キテレツ』・『希望の国のエクソダス』などでも単独主演として出演。『新・愛の嵐』で怪演をみせたのち突如、芸能界から離れる。
高校3年時の2005年に所属事務所をファイブ☆エイトからサンミュージックブレーンに移籍。数百人に渡るオーディションで掴んだ『大好き!五つ子Go!!』に桜井慎吾役でシリーズ完結の2009年までレギュラー出演した。
『大好き!五つ子』完結後も「五つ子」役を演じた俳優で唯一タレント活動を続けており、2014年には初主演映画「十三夜の月」公開、ロフトプロジェクトにおいて冠トークライブの定期開催始動や、2017年1月からFM PORTで、2018年10月からはFM湘南マジックウェイブでのラジオパーソナリティー、近年ではMC、ライター、イベントオーガナイザーなど活動の幅を広げている。
2022年2月、公式Twitterにてフリーランスとして活動することを正式発表。
2023年には相馬雄太監督作品「学校の中のシマウマたち」で9年ぶりの映画主演。
2024年2月にヴィジュアル系アーティスト総合情報サイト「VISUNAVI Japan」の総合プロデューサーにも就任。

## 人物
- 法政大学法学部政治学科卒
- 五つ子GO!!の共演者である元俳優・現在画家の栁澤貴彦とは親密な仲で、トークライブのレギュラーゲストになっている。
- 映画『さくや妖怪伝』以来ゆかりのある京都をこよなく愛している。
- 埼玉西武ライオンズのファン。
- 斎藤裕(RIZIN初代フェザー級チャンピオン)のファン。
- ・・・・・・・・・のファン。
- ももいろクローバーZの古参ファンである。
- キングオブコメディの大ファンであり、高橋健一を兄のように慕っている。
- 『山内秀一Official blog アンリミテッド』では2011年1月5日に1日534更新を記録している。
- エゴイストプラチナムを15歳の時から愛用している。
- アイドルとヴィジュアル系ロックバンドとお笑いに造詣が深く、鬼ヶ島のアイアム野田やDEZERTのSORAらと密接な関係にある。
- 憧れているMUCCのYUKKEと対談を果たす。

## 出演

### テレビドラマ
- 星獣戦隊ギンガマン（テレビ朝日）
- 愛の劇場「空への手紙」（TBSテレビ） - 阿部義彦 役
- 平成夫婦茶碗（日本テレビ）
- 虹色定期便（1999年4月 - 2000年3月、NHK教育） - 植島寛市 役（主役）
- ヤングシナリオ大賞「離婚疎開」（1997年9月 - 、フジテレビ） - 武居ヒロアキ 役
- 警視庁ビデオ「ポリスアドベンチャー」 - 主役
- 鳳凰伝説 - 主役
- 百獣戦隊ガオレンジャー（2001年3月、テレビ朝日） - 拓哉 役
- NHK朝の連続テレビ小説「ちゅらさん」（2001年4月 - 9月、NHK） - 上村文也（少年期） 役
- ドラマ愛の詩スペシャル「キテレツ」（2002年1月1日、NHK教育テレビ） - 木手英一（キテレツ） 役
- 希望の国のエクソダス（日本テレビ） - 主役
- 新・愛の嵐 第1部（2002年7月、フジテレビ） - 三枝文彦（幼少期） 役
- 愛の劇場「大好き!五つ子Go!!」（2005年7月 - 9月、TBS） - 桜井慎吾 役
- ヤングシナリオ大賞「unplugged」（2005年12月 - 、フジテレビ）
- 夫婦（2006年2月 - 、テレビ朝日） - 中尾聡 役
- 愛の劇場「大好き!五つ子Go2!!」（2006年7月 - 9月、TBS） - 桜井慎吾 役
- 水戸黄門 第37部・第4話「頑固一徹職人魂・松本」（2007年、TBS・C.A.L） - 友太郎 役
- 愛の劇場「大好き!五つ子Go3!」（2007年7月16日 - 8月31日、TBS） - 桜井慎吾 役
- 一瞬の風になれ（2008年2月25日 - 4夜連続、フジテレビ）　- 入江孝文 役
- 愛の劇場「大好き!五つ子2008」（2008年7月14日 - 8月29日、TBS） - 桜井慎吾 役
- 愛の劇場最終シリーズ「大好き!五つ子」（2009年2月23日 - 3月27日、TBS） - 桜井慎吾 役
- 必殺仕事人2009 第17話（2009年5月22日）
- LIAR GAME Season2 第5話（2009年12月8日、フジテレビ）
- シリーズ激動の昭和 総理の密使-核密約42年目の真実-（2011年2月21日、TBS）
- プロポーズ兄弟〜生まれ順別 男が結婚する方法〜 第4夜「一人っ子が結婚する方法」（2011年2月24日、フジテレビ）
- 土曜ワイド劇場100の資格を持つ女〜ふたりのバツイチ殺人捜査〜5（2011年10月15日、テレビ朝日） - フルヤ 役
- フジテレビ4夜連続知的探求スペシャル「恋愛は科学だ!」（2013年2月25日 - 28日、フジテレビ） - マサオ 役
- Dr.DMAT 第1話（2014年1月9日、TBS） - 牧野 役
- ラスト・ドクター〜監察医アキタの検死報告〜 第7話（2014年8月29日、テレビ東京）
- Nのために 第9話（2014年12月12日、TBS）
- 金曜プレミアム「潔癖クンの殺人ファイル2」（2015年6月19日、フジテレビ）
- 日曜劇場「天皇の料理番」第11話（2015年7月4日、TBS）
- 木曜時代劇「まんまこと〜麻之助裁定帳〜」 第7話（2015年9月3日、NHK）
- 別れたら好きな人 第26話、第31話、第37話（2015年11月、フジテレビ）
- クロスロード 第2話 - 第6話（2016年2月 - 3月、NHKBSプレミアム） - 衛藤真樹矢 役
- 警視庁ゼロ係〜生活安全課なんでも相談室〜 第3話（2017年8月4日、テレビ東京）
- 山陰ケーブルビジョン・マーブル開局30周年記念ドラマ「質実剛健〜生きざま〜」 （2018年4月、山陰ケーブルビジョン） - 黒田官兵衛 役

### バラエティ番組
- 関口宏の東京フレンドパークII（2007年8月6日、TBS）
- 中居正広の金曜日のスマたちへ（2015年1月30日、TBS）
- 天才!志村どうぶつ園（2015年2月14日、日本テレビ）
- オモクリ監督 〜O-Creator's TV show〜（2015年8月23日、フジテレビ）
- 中居正広の金曜日のスマたちへ（2017年9月13日、TBS）

### ポスター
- 小学館プロダクション（社内用）（1998年）
- 長崎屋「お中元」（1998年）
- 栄光ゼミナール（2000年）
- JR西日本(2002年)

### WEB
- 監視 ミラレテル。vol.2（2007年） - 山本 役
- よしログ（はんにゃ回）（2012年12月17日）
- ニコニコキングオブコメディ 123回（2015年3月26日）
- 東京カレンダー「港区おじさん 代々木上原女子編」(2019年4月～)103話、104話
- ぁみ木曽のメガネ祭り(2020年11月)
- 「裏の裏」＠日本武道館(2022年12月27日)
- 楽屋のHOWLちゃんねる(2023年5月20日)
- NIGHTMARE×MUCC「悪夢69」開催記念特番(2023年6月28日)
- MUCK ON!TV#042 「ミヤ！秋スイーツ大特集2023！！」(2023年10月)
- DEZERT「新春企画！ひまわり新年会」(2024年1月6日)
- AKi Stream Talk Show AKi Special BANDメンバー座談会(2024年1月15日)
- MUCC27周年突入記念番組「徹底解剖！『愛の唄』&『Love Together』」(2024年5月4日)
- 『BugLugメンバー生出演！LIVE DVDリリース記念番組＆ハロウィン企画』(2024年10月31日)
- 「いじくりROCKS!#57」(2024年11月13日)
- 色々な十字架2nd Album『1年生や2年生の挨拶』リリース記念特番(2024年11月16日)
- Azavana『0＝』、『回想録』リリース記念特番(2024年12月20日)
- 『KHIMAIRA-Tokyo in Affection-』開催記念特番(2025年3月4日)
- ダウト、RAZOR、XANVALA、Azavana『二十討ち』開催記念番組(2025年4月1日)

### DVDドラマ
- Rainbow Boys（2008年） - 二階堂晃 役（主演）
- 喧嘩番長 フルスロットル（2010年） - 佐伯新之助 役
- 恐怖のツィート -つぶやく谺-（2011年）

### MOVIE
- あの、夏の日（1999年） 大林宣彦監督
- ひまわり（2000年） 行定勲監督
- さくや妖怪伝（2000年） - 榊太郎 役（準主演） 原口智生監督
- リリイ・シュシュのすべて（2001年） 岩井俊二監督
- INJU（2008年フランス、2009年日本公開） バーベット・シュローダー監督
- ふうけもん（2009年制作） 栗山富夫監督
- いびつ（2013年） 森岡利行監督
- 十三夜の月（2014年） - 主演、小沢維士監督
- 学校の中のシマウマたち (2023)  -主演、 相馬雄太監督

### RADIO
- FMシアター『スリーピング・チルドレン』（2001年、NHK-FM）
- 青春アドベンチャー『ゴー・ゴー!チキンズ』（2009年10月26日 - 11月6日、NHK-FM） - 岡田 役
- RADIOMANIART MONDAY"SPECIAL"劇団・東京ドラキュラpresentsハロウィーン・ホラーナイト（2018年10月30日）
- Music Convoy Saturday Special（2017年1月21日 - 2018年9月29日、FM PORT） - メインナビゲーター（隔週レギュラー）
- SUNDAY MAGIC SQUARE（2018年10月 - 2024年9月、FM湘南マジックウェイブ） - メインナビゲーター（毎週レギュラー）
- 「#V系って知ってる？」(2022年10月 - 2025年3月、interfm) - メインナビゲーター（毎月レギュラー）
- 「Inventions」(2024年4月 - 、Podcast) - メインナビゲーター（毎週レギュラー）

### CM
- CASIO「EX-word」（2005年3月 - 2006年3月）
- ケロッグ「コーンフレーク」
- エバラ食品工業「唐揚げの素」
- 任天堂「F-ZERO」
- JT「ローヤルスター」
- 大鵬薬品「チオビタゴールド」

### 舞台
- DRAGO ROSSO（2012年6月1日 - 3日、ティアラこうとう小ホール）
- SERPENTE ROSSO（2013年9月11日 - 13日、ティアラこうとう小ホール）
- CAVALLO ROSSO（2014年9月17日 - 19日、ティアラこうとう小ホール）
- 山内秀一試験導入公演「遭難」（2017年2月4日 - 5日、高円寺HACO）
- 山内秀一試験導入公演「スピカが滲んで」（2018年6月2日 - 3日、高円寺HACO）

### イベント・ライヴ
- ベントナーランド25（2012年11月22日、まんぷく劇場）
- potluck-two（2013年1月25日、原宿アストロホール）
- モリトシオ祭り2013冬（2013年12月23日、サンミュージック1階）
- 山内秀一は二度死ぬ（2014年5月10日、ネイキッドロフト）
- 山内秀一 SPIN ME ROUND #2（2014年7月12日、ネイキッドロフト）
- メガMAX鬼パーティーon the Beach（2014年7月26日、東京キネマ倶楽部）
- モリトシオ祭り2014夏（2014年8月9日、サンミュージック1階）
- スイカ★ドロボーみんなで打ち上げ&大反省会〜真のメンバーは誰なのか!?公開オーディション〜（2014年9月21日、ネイキッドロフト）
- モリトシオ祭り2014〜トリックオアトリート〜（2014年10月25日、サンミュージック1階）
- 山内秀一への通学路 #3（2014年11月8日、ネイキッドロフト）
- 山内秀一暗殺計画 #SPECIAL（2014年12月29日、ロフトプラスワン）
- 山内秀一トップ・オブ・スピード #5（2015年2月6日、ネイキッドロフト）
- プロダクション人力舎presents超娯楽型トークライブ「べろべろ」（2015年3月6日、ネイキッドロフト）
- プロダクション人力舎presents超娯楽型トークライブ「べろべろ2」（2015年4月3日、ネイキッドロフト）
- 山内秀一第六回トークライブ「葉桜」（2015年4月11日、ネイキッドロフト）
- いろはにほへとde山内秀一#7（2015年6月14日、ネイキッドロフト）
- 野球好きに贈る夢の球宴!みんなの祝勝会（2015年7月16日、阿佐ヶ谷ロフトA）
- 800人のヤンキーVS山内秀一#SPECIAL（2015年8月8日、阿佐ヶ谷ロフトA）
- ナルシストライブ4〜恋の夏祭りスペシャル〜（2015年8月14日、ネイキッドロフト）
- 徳井兄妹のアイドルナイトvol.1」（2015年8月14日、ネイキッドロフト）
- Spasmodic Talk（2015年10月17日、スタジオ35分）
- 山内秀一ころっころん#9（2015年10月24日、スタジオ35分）
- THE LAST PARTY OF 山内秀一〜今年世界最後の夏フェス〜#10（2015年12月29日、ネイキッドロフト）
- 山内秀一ダンシングカズダンス#11（2016年6月11日、ネイキッドロフト）
- 山内秀一芸能生活20周年記念興行さらば、山内秀一#SPECIAL（2016年11月26日、ロフトプラスワン）
- 緊急開催!「遭難」公演打ち上げ大反省会&ハワイ珍道中報告会!（2017年3月5日、ロフトプラスワン）
- 十三階段の山内秀一#13（2017年6月4日、ネイキッドロフト）
- 山内秀一presents〜『柳澤貴彦（タカペロ）20代最後の日〜KING×KING〜#14』（2017年9月23日、ネイキッドロフト）
- 山内秀一、天才！柳澤貴彦、普通〜新春感謝無鉄砲大爆発祭〜#15（2018年1月6日、ネイキッドロフト）
- 激突！山内秀一のおやじ連中24時〜今日も朝まで飲んじゃうヨ〜#16（2018年4月15日、ネイキッドロフト）
- 平成最後の山内秀一#17（2019年1月12日、ネイキッドロフト）
- 山内秀一トークライブ2019 FROM DEPRESSION TO___[mode of SPIN ME ROUND]#18（2019年4月27日、ネイキッドロフト）
- 山内秀一トークライブ2019 FROM DEPRESSION TO___[mode of トップ・オブ・スピード]#19（2019年8月17日、ネイキッドロフト）
- モロビフェス (2019年9月29日、福島県諸橋近代美術館)
- 山内秀一トークライブ2019 FROM DEPRESSION TO___[mode of LAST PARTY〜今年世界最後の夏フェス〜]#20（2019年12月21日、ネイキッドロフト）
- 【公演中止】山内秀一トークライブ2020 真昼の屋内～破滅に向かって～#21（2020年4月11日、ネイキッドロフト）
- 【無観客開催】山内秀一トークライブ2020 Live On Forever Today #【un】SPECIAL（2020年4月11日、ロフトプラスワン）
- 山内秀一の誕生日を無理やり祝う宴#23（2021年4月17日、ロフトプラスワン）
- 山内秀一密着24時～アイツの誕生日会だよ～#24(2021年10月2日、ロフトプラスワン)
- 山内秀一のバンドやろうぜ！#25(2022年1月22日、ロフトプラスワン)
- おいでよ！V系！(2023年2月25日、ロフトプラスワン)
- おいでよ！V系！#2(2023年5月27日、ロフトプラスワン)
- 悪夢69開催記念！勝手に愛を語るトークライブ(2023年7月22日、ロフトプラスワン)
- おいでよ！V系！#3(2023年9月30日、ロフトプラスワン)
- おいでよ！V系！#4(2023年11月25日、ロフトプラスワン)
- おいでよ！V系！#5(2023年3月15日、ロフトプラスワン)
- 「三鼎トークイベント」(2024年4月5日、快・決いい会議室新宿ホールB)
- 山内秀一トークライヴ10周年＆FINAL「俺伝説」(2024年5月11日、ロフトプラスワン)
- ROCK AND READ 113 発売記念 トークイベント Guest:MUCC(2024年6月25日、タワーレコード新宿)
- Verde/ 1st ONE-MAN SHOW「可不可」(2024年8月23日、恵比寿リキッドルーム)
- Royz 昴Special Solo Talk EVENT(2024年10月5日、快・決いい会議室新宿ホールB)
- KHIMAIRA & 斬ふぇす’24 合同決起集会！(2024年11月4日、ロフトプラスワン)
- MAMA.主催FES2025『VISUAL NEW SPRING!!!』(2025年1月9日、渋谷WWWX)
- ΛrlequiΩ PRESENTS「friend & fiend」(2025年2月15日、川崎クラブチッタ)
- 山内秀一トークライヴGRAND FINAL「俺たち伝説」(2025年4月12日、ロフトプラスワン)